# ブラーマ・スプタ・シッダーンタ
ブラーマ・スプタ・シッダーンタ (サンスクリット: ब्राह्मस्फुटसिद्धान्त, Brāhmasphuṭasiddhānta, ブラーフマスプタ・シッダーンタ) は、7世紀のインドの数学者・天文学者であるブラーマグプタ（ブラフマグプタ）の628年の著作である。

## 概要
インドの他の多くの著作と同じく、全て韻文で書かれている。25章構成であるが、内23章は天文学に、2章はインドの数学にあてられている。天文学について書かれた部分では、食の予測、惑星の位置の決定、月の満ち欠け等に触れている。第12章はガニタ（算術）、第18章はクッタカ（代数）について書かれている。
数としての「0（ゼロ）の概念」がはっきりと書かれた、現存する最古の書物として有名である。 ブラーマグプタの公式、ブラーマグプタの二平方恒等式、そしてブラーマグプタの問題と呼ばれる二次不定方程式 x2 − 92y2 = 1 の最小整数解 x = 1151, y = 120 も同書で示している。

## 特徴
以下では特に数学的な部分の特徴について記述する。
- 0 の加減乗除を扱っている。但し、0/0 = 0 と定義している点が、現在の数学とは異なる。
- 方程式中に負数が登場することを許した
- 更に方程式の解（英語版）が負である場合も認めた
- 二次方程式の一般解を考えている
- 二次方程式の解に無理数を認めた
- 不定方程式の一般解を求めようとした
- 初歩的な代数的表記を行っている。例えば、
  - 負数を表現するのに数の上に点を打った
  - 未知数を色の名前で呼んだ
  - 更に表記を単純にするために色名の短縮形を用いた、など
- 上記の結果として、文章の抽象化が進んでいる

## 影響
当時から重要な著作だと認識された為、数多くの注釈書が書かれている。バースカラ2世は、本書の内容を発展させてペル方程式、不定二次方程式、二次ディオファントス方程式の一般解を見つけた。
ファザーリとヤークブ・イブン・タリク (阿: يعقوب بن طارق Yaʿqūb ibn Ṭāriq) によってサンスクリット語からアラビア語に翻訳され、『シンドヒンド』(Al-Sindhind, アラビア語: السندهند) と呼ばれた。インドの数学、天文学の成果がイスラーム世界にもたらされるきっかけとなり、この成果は天文表として普及する。